# Clerithes sheffieldi
Clerithes sheffieldi är en insektsart som beskrevs av Bolívar, C. 1914. Clerithes sheffieldi ingår i släktet Clerithes och familjen Thericleidae. Inga underarter finns listade i Catalogue of Life.